# Nocardia asiatica
Espèce
Nocardia asiatica est une espèce de bactéries Gram positives de la famille des Nocardiaceae isolées en Asie.

## Historique
Nocardia asiatica est découverte à partir de l'isolement de plusieurs souches chez des patients atteints de nocardiose au Japon et en Thaïlande.

## Description
Les bactéries de l'espèce Nocardia asiatica sont aérobies, Gram-positives, partiellement acid-fast, non mobiles formant un substrat beige.

## Taxonomie
Le nom correct complet (avec auteur) de ce taxon est Nocardia asiatica Kageyama et al. 2004.

### Étymologie
L'étymologie du nom spécifique est la suivante: a.si.a’ti.ca. N.L. fem. adj. asiatica, d'Asie, origine des isolats.